# 미라고안

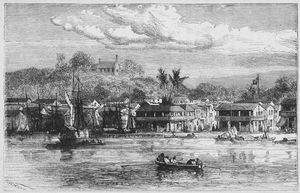

미라고안(프랑스어: Miragoâne, 아이티어: Miragwàn)은 아이티 서부에 위치한 도시로 니프 주의 주도이며 면적은 185.87km2, 인구는 56,864명(2009년 기준), 인구 밀도는 305.93명/km2이다.